# Saint-Rieul
Saint-Rieul è un comune francese di 435 abitanti situato nel dipartimento delle Côtes-d'Armor nella regione della Bretagna.

## Società

### Evoluzione demografica
Abitanti censiti